# Chrotogonus
Chrotogonus is een geslacht van rechtvleugeligen uit de familie Pyrgomorphidae. De wetenschappelijke naam van dit geslacht is voor het eerst geldig gepubliceerd in 1838 door Serville.

## Soorten
Het geslacht Chrotogonus omvat de volgende soorten:
- Chrotogonus armatus Steinmann, 1965
- Chrotogonus brachypterus Bolívar, 1902
- Chrotogonus hemipterus Schaum, 1853
- Chrotogonus homalodemus Blanchard, 1836
- Chrotogonus oxypterus Blanchard, 1836
- Chrotogonus senegalensis Krauss, 1877
- Chrotogonus trachypterus Blanchard, 1836
- Chrotogonus turanicus Kuthy, 1905
- Chrotogonus arenicola Kevan, 1952
- Chrotogonus tuberculatus Kevan, 1959